# Martin Wolf (Betriebsrat)
Martin Wolf (* 3. April 1917 im Erzgebirge; † 26. Oktober 2010) war ein deutscher Betriebsrat. Er war von 1957 bis zu seiner Pensionierung 1981 Bertelsmann-Gesamtbetriebsratsvorsitzender und von 1972 bis 1981 Konzernbetriebsratsvorsitzender der Bertelsmann AG.

## Leben
Wolf war als Schulleiter in Halle (Saale) beschäftigt, bevor er 1954 mit seiner Familie aus der DDR in die Bundesrepublik übersiedelte und sich in Gütersloh niederließ. Dort trat er 1955 in den Dienst von Bertelsmann, wo er in der Hollerithabteilung arbeitete, die für die elektronische Erfassung sowie die Erstellung und den Versand von Rechnungen zuständig war. Im März 1957 schlugen ihn seine Kollegen als Betriebsrat vor und er wurde gleich zu dessen Vorsitzenden gewählt. Auf sein Betreiben hin wählten die Betriebsräte der einzelnen Tochterfirmen der Bertelsmann-Gruppe im April 1957 erstmals einen Gesamtbetriebsrat und Wolf übernahm den Vorsitz. Nach Gründung der Bertelsmann AG im Jahr 1972 wurde er erster Konzernbetriebsratsvorsitzender und war und in dieser Funktion Mitglied des Aufsichtsrates des Unternehmens.
Für dessen Entwicklung gab er zahlreiche Impulse. So wurde 1960 auf seine Initiative hin die BKK C. Bertelsmann Verlag für die Verwaltung und weitere kaufmännische Betriebe des Hauses Bertelsmann gegründet. Auch an der Gründung des Berufskollegs und an der Einführung der Gewinnbeteiligung der Mitarbeiter wirkte er mit. Als enger Vertrauter von Reinhard Mohn setzte er die Grundlagen der noch heute gelebten Unternehmenskultur.
Für sein Engagement wurde er 1972 mit dem Verdienstkreuz am Bande der Bundesrepublik Deutschland geehrt. Im Jahr 1979 äußerte Wolf sich kritisch zur Überlastung der Arbeitnehmer durch die Verdichtung der Arbeit, weil Bertelsmann trotz verstärkter Expansion den Personalbestand nicht entsprechend erhöhte.